# Geraldine McEwan
Geraldine McEwan, pseudonimo di Geraldine McKeown (Old Windsor, 9 maggio 1932 – Londra, 30 gennaio 2015), è stata un'attrice britannica.

## Biografia
Di origini irlandesi, ha recitato anche in teatro. Nel 1953 sposò Hugh Cruttwell dal quale ebbe due figli. In TV è particolarmente nota per il ruolo di Miss Marple nell'omonima serie televisiva interpretando l'investigatrice creata da Agatha Christie dal 2004 al 2007 per un totale di 12 episodi.

## Riconoscimenti
Nel 1991 viene premiata con il British Academy Television Award per la miglior attrice per Oranges Are Not the Only Fruit.

## Filmografia parziale

### Attrice

#### Cinema
- Piccoli ladri di cavalli, regia di Charles Jarrott (1976)
- Le piccanti avventure di Tom Jones, regia di Cliff Owen (1976)
- Medico per forza, regia di Ronald Neame (1986)
- Enrico V, regia di Kenneth Branagh (1989)
- Robin Hood - Principe dei ladri, regia di Kevin Reynolds (1991)
- Titus, regia di Julie Taymor (1999)
- La lettera d'amore, regia di Peter Chan (1999)
- L'esecutore, regia di Anthony Hickox (2000)
- Magdalene, regia di Peter Mullan (2002)
- La fiera della vanità, regia di Mira Nair (2004)
- L'ultima porta - The Lazarus Child, regia di Graham Theakston (2005)

#### Televisione
- Private Affairs – serie TV, episodio 1x04 (1975)
- The Prime of Miss Jean Brodie – serie TV, 7 episodi (1978)
- BBC2 Playhouse – serie TV, episodio 8x30 (1982)
- All for Love – serie TV, episodio 1x03 (1982)
- The Barchester Chronicles – miniserie TV, 5 puntate (1982)
- Mapp & Lucia – serie TV, 10 episodi (1985-1986)
- Oranges Are Not the Only Fruit – miniserie TV, (1989-1990)
- Mulberry – serie TV, 13 episodi (1992-1993)
- Mosè – miniserie TV, 2 puntate (1995-1996)
- Bookmark – serie TV, episodio 16x0 (1999)
- Red Dwarf – serie TV, episodio 8x04 (1999)
- Miss Marple – serie TV, 12 episodi (2004-2007)

### Doppiatrice
- Wallace & Gromit - La maledizione del coniglio mannaro (2005)
- Wallace & Gromit – serie TV, episodio 1x04 (2008)
- Arrietty - Il mondo segreto sotto il pavimento, regia di Hiromasa Yonebayashi  (2010)

#### Serie Miss Marple
| Titolo italiano               | Titolo inglese               | Anno |
| ----------------------------- | ---------------------------- | ---- |
| C'è un cadavere in biblioteca | The body in the library      | 2004 |
| La morte nel villaggio        | The murder at the vicarage   | 2004 |
| Istantanea di un delitto      | 4.50 from Paddington         | 2004 |
| Un delitto avrà luogo         | A murder is announced        | 2005 |
| Addio Miss Marple             | Sleeping murder              | 2005 |
| Il terrore viene per posta    | The moving finger            | 2006 |
| Sento i pollici che prudono   | By the pricking of my thumbs | 2006 |
| Un messaggio dagli spiriti    | The Sittaford mystery        | 2006 |
| Verso l'ora zero              | Towards zero                 | 2006 |
| Nemesi                        | Nemesis                      | 2006 |
| Al Beltram Hotel              | At Bertram's hotel           | 2007 |
| Prova d'innocenza             | Ordeal by the innocence      | 2007 |

## Doppiatrici italiane

### Cinema
- Liù Bosisio in La lettera d'amore, Robin Hood - Principe dei ladri
- Rita Savagnone in Robin Hood - Principe dei ladri (ridoppiaggio), L'ultima porta - The Lazarus Child
- Gabriella Genta in Magdalene

### Televisione
- Lorenza Biella in Miss Marple